# 브렌다 포브스
브렌더 포브스(Brenda Forbes, 1909년 1월 14일 ~ 1996년 9월 11일)는 미국의 배우, 연극 배우, 영화배우이다.
런던에서 태어났으며 뉴욕에서 사망하였다. 사인은 암이다.

## 영화
- 다락방 남자 (1992년)
- 옥상 위의 작은 천국 (1988년)
- 델라필드 부인 결혼하다 (1986년)
- 더 화이트 클리프스 오브 도버 (1944년)
- 미니버 부인 (1942년)